# 博布里科韋
47°56′3″N 39°13′30″E / 47.93417°N 39.22500°E
博布里科韋（烏克蘭語：Бобрикове）是位於烏克蘭東部的村莊，由盧甘斯克州羅韋尼基區的羅韋尼基市鎮負責管轄。該村始建於1776年，面積4.34平方公里，海拔高度81米，2001年人口1,149，人口密度每平方公里264.5人。